# Breda
Breda là một thành phố Hà Lan. Thành phố nằm trong tỉnh Noord-Brabant. Thành phố Breda có dân số 173.299 người, là thành phố lớn thứ 9 Hà Lan.
Hoạt động kinh tế chủ yếu là công nghiệp. Breda là một trung tâm của ngành công nghiệp thực phẩm và uống rượu. Các công ty như Hero (nước chanh), Van Melle (Mentos), De Faam (cam thảo) và Kwatta (sô-cô-la) nổi tiếng khắp Tây Âu. Breda cũng đã có một nhà máy sản xuất đường, cung cấp các sản phẩm nổi tiếng nhất của mình. Bia Breda là một thức uống nổi tiếng thế giới được sản xuất trong khu vực này.
Breda trước đây là nơi đặt nhà máy bia lớn nhất ở Hà Lan (Oranjeboom). Interbrew, chủ sở hữu của nhà máy bia Bỉ, đóng cửa nhà máy bia vào năm 2004. Sự suy giảm của hoạt động công nghiệp không gây tổn hại cho nền kinh tế của thành phố. Các hoạt động kinh tế chính là kinh doanh và thương mại. Khi nhà ga trung tâm mới được xây dựng vào khoảng năm 2011, Breda sẽ được kết nối bằng xe lửa tốc độ cao đến các thành phố chính của châu Âu. Sau năm 2009, một tàu tốc độ cao kết nối Breda Rotterdam - Den Haag / Amsterdam và Antwerp - Brussels, trên tuyến HSL-Zuid.